# Șafșauan
Șafșauan (arabă شفشاون Shafshāwan ( IPA pronunțată: [ʃəfˈʃɑˑwən]); berberă ⴰⵛⵛⴰⵡⵏ Ashawen) ortografiat în franceză și în engleză Chefchaouen, cunoscut și sub numele de Șauan, este un oraș din nord-estul Marocului. Este orașul principal al provinciei cu același nume și se remarcă prin clădirile sale în nuanțe de albastru. Șafșauan este situat între Tanger și Tetouan. 

## Istorie
Orașul a fost fondat în 1471  ca o mică kasbah (fortăreață) de către Moulay Ali ibn Rashid al-Alami, descendent al lui Abd as-Salam al-Alami și Idris I și, prin intermediul acestora, al profetului islamic Muhammad. Al-Alami a fondat orașul pentru a lupta împotriva invaziilor portugheze din nordul Marocului. Alături de triburile <i>ghomara</i> din regiune, mulți moriscani și evrei s-au stabilit aici după Reconquista spaniolă din epoca medievală. În 1920, spaniolii au cucerit Chaouen pentru a face parte din Marocul spaniol . Trupele spaniole au închis Abd el-Krim el-Khattabi în kasbah din 1916 până în 1917, după ce a discutat cu consulul german Dr. Walter Zechlin (1879-1962). 
În septembrie 1925, în toiul războiului Rif, o escadrilă barbară de piloți voluntari americani, inclusiv veterani ai Primului Război Mondial, a bombardat civili în Chaouen. Colonelul Charles Michael Sweeney propusese ideea premierului francez Paul Painlevé, care „a salutat călduros cererea colonelului”. 
După ce al-Khattabi a fost învins cu ajutorul francezilor, acesta a fost deportat în Insulele Réunion în 1926. Spania a retrocedat orașul după independența Marocului în 1956. 
Șafșauan- sau Șauan, cum este adesea numit de marocani - este o destinație turistică populară datorită apropierii de Tanger și de enclava spaniolă Ceuta. Există aproximativ două sute de hoteluri care se bucură de fluxul de vară al turiștilor europeni. Se distinge prin casele și clădirile sale albastre. 

## Galerie

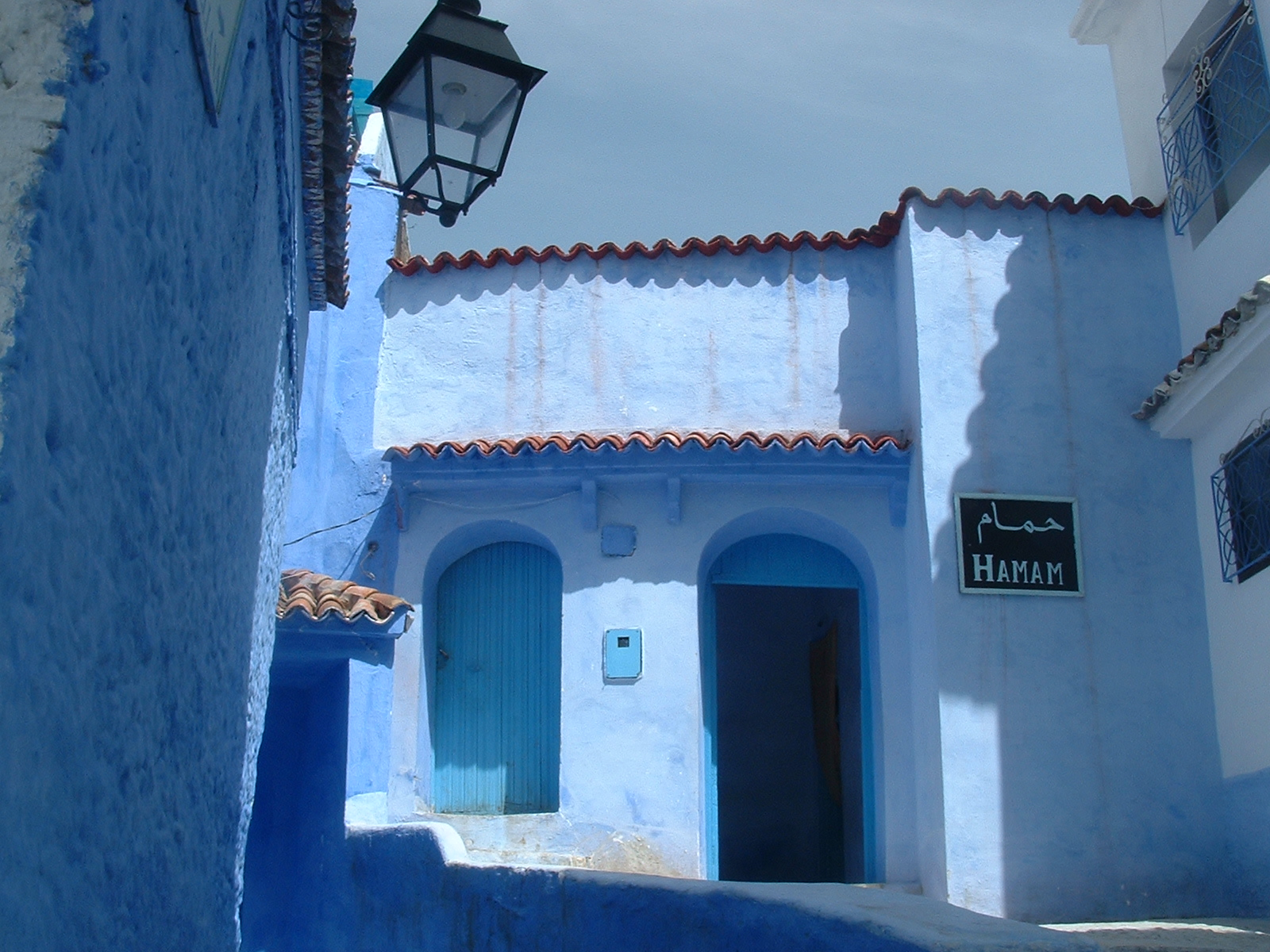
O baie turcească în mod tipic vopsită în albastru în Șafșauan
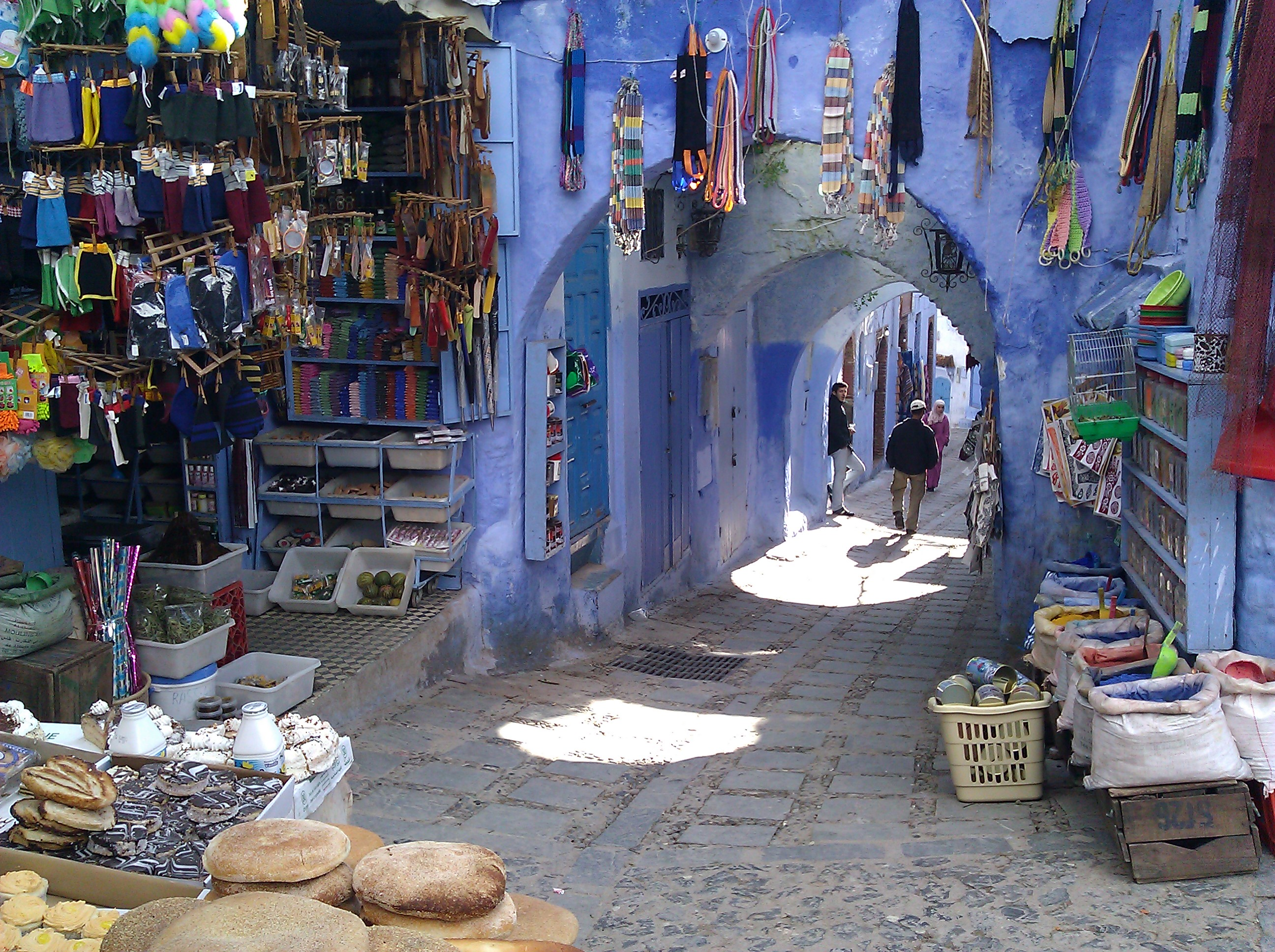
Souq
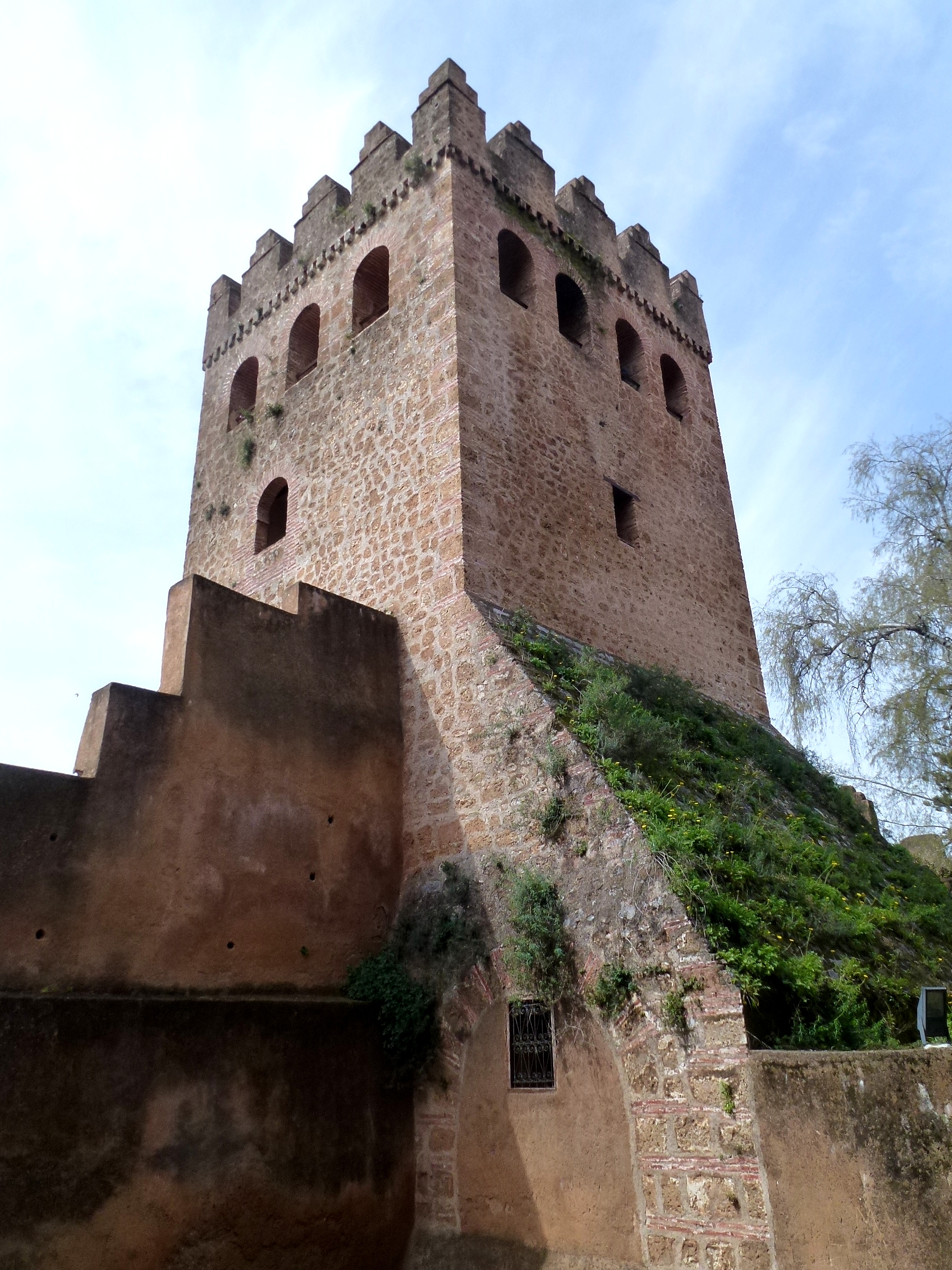
Casbah
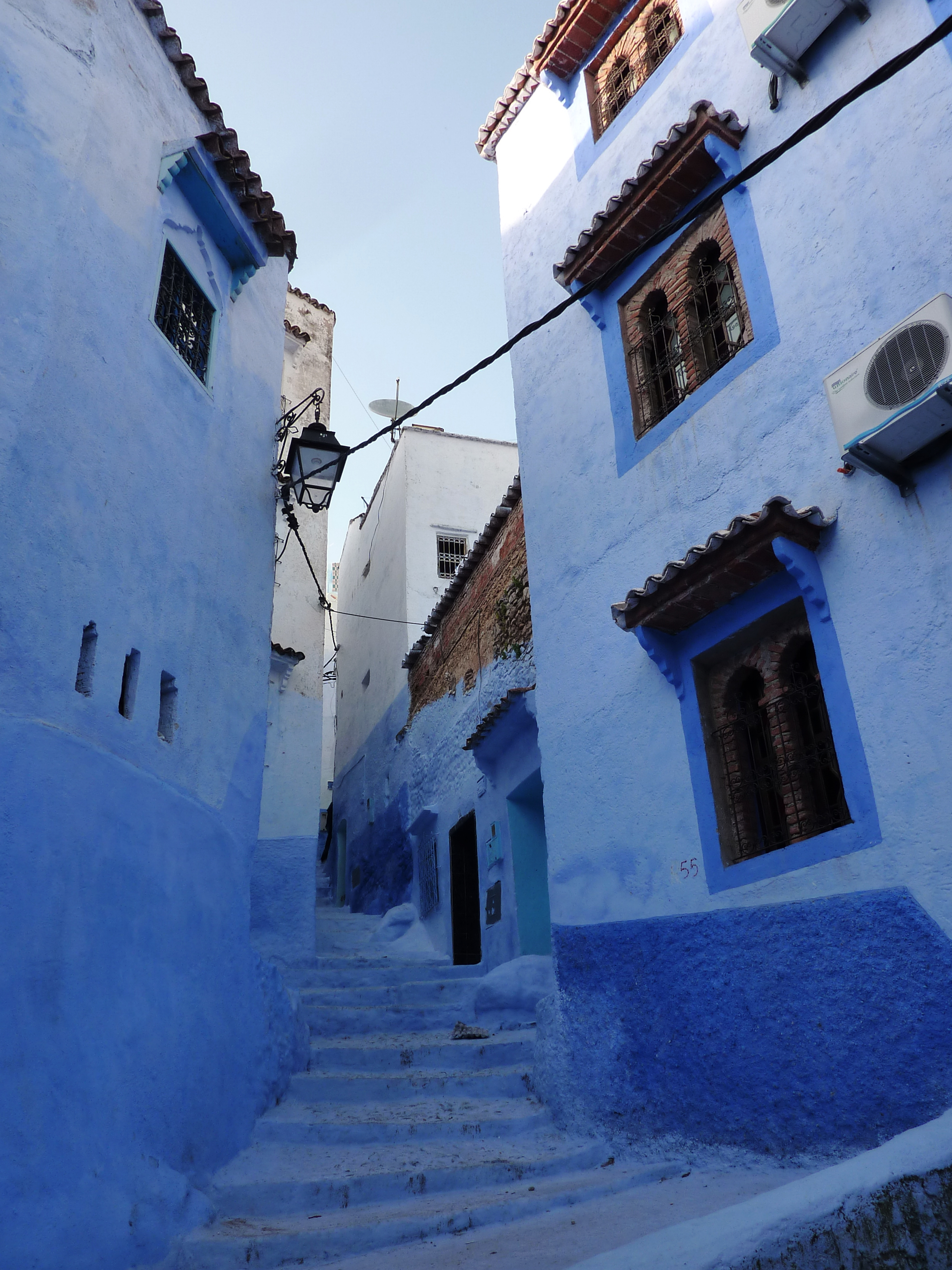
Aleea albastră
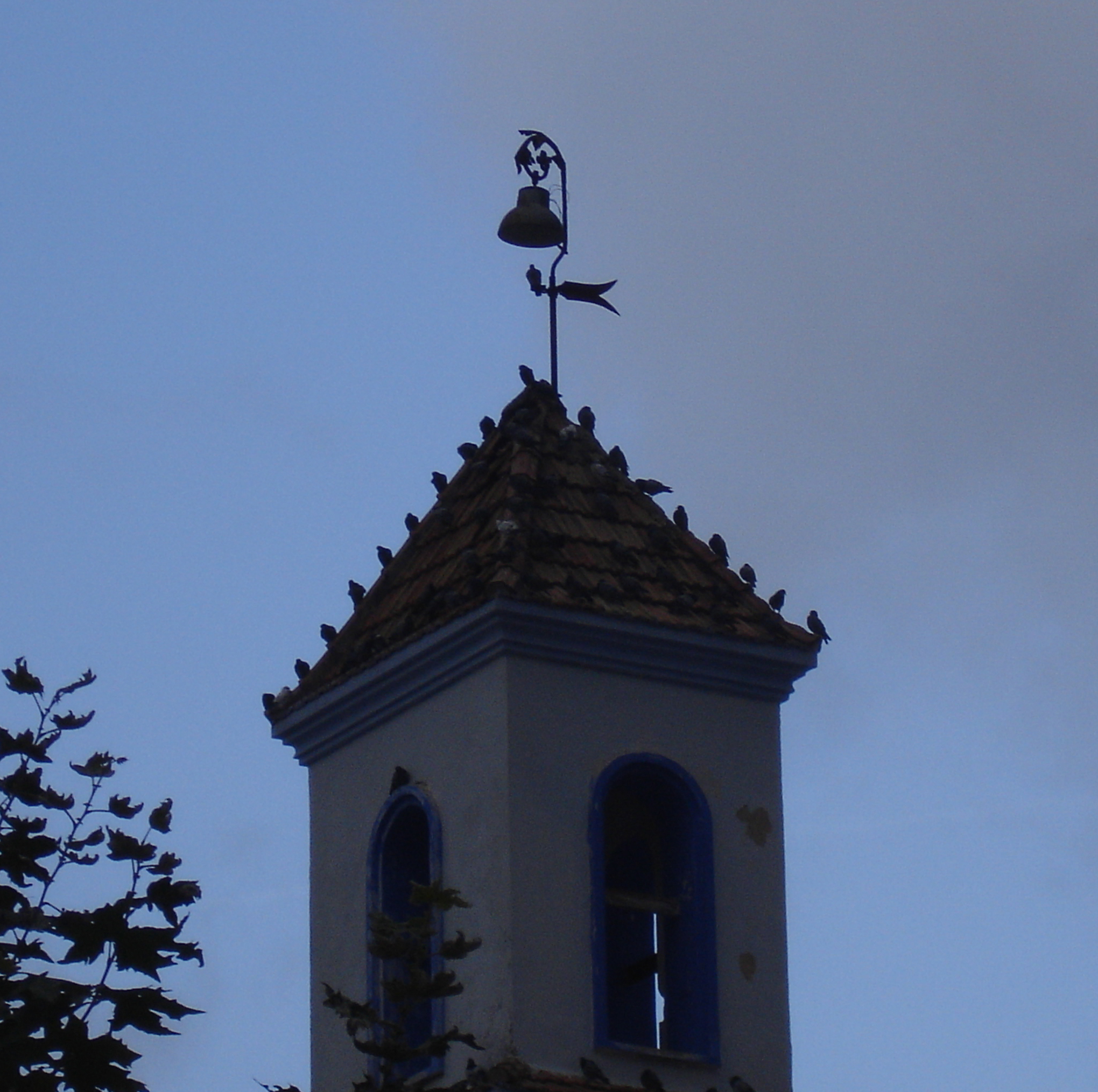
Iglesia - de fapt un teatru
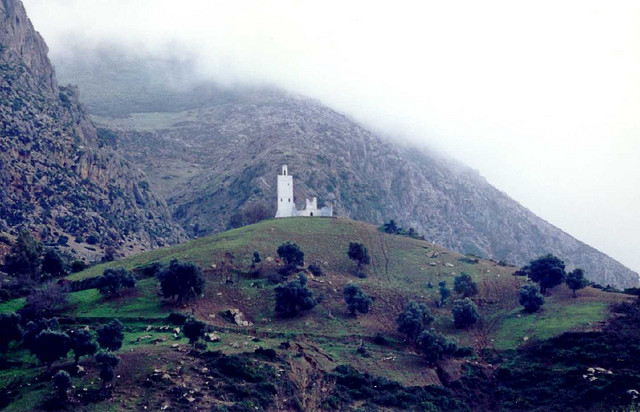
Templu în Șafșauan
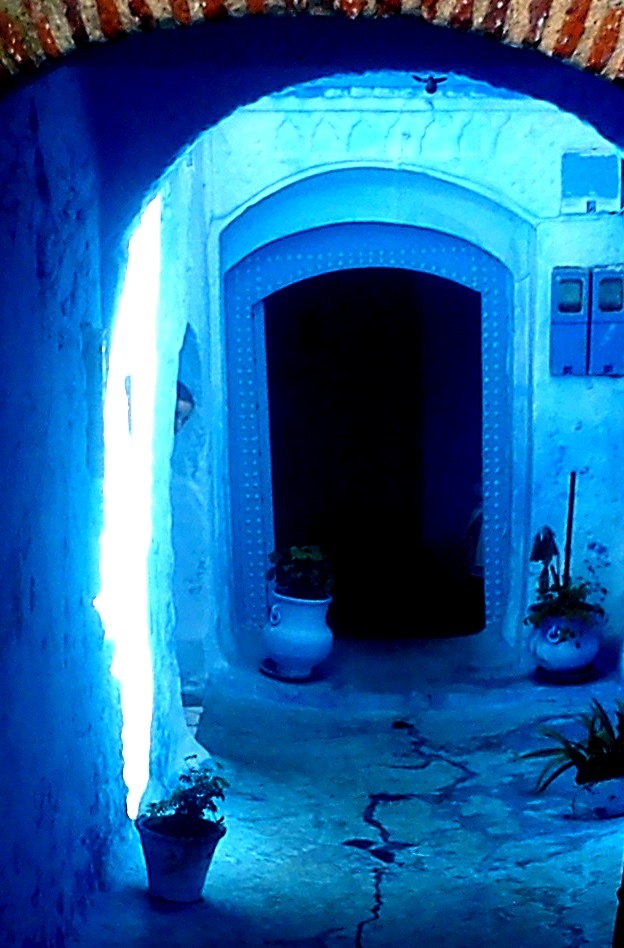
Uși splendide
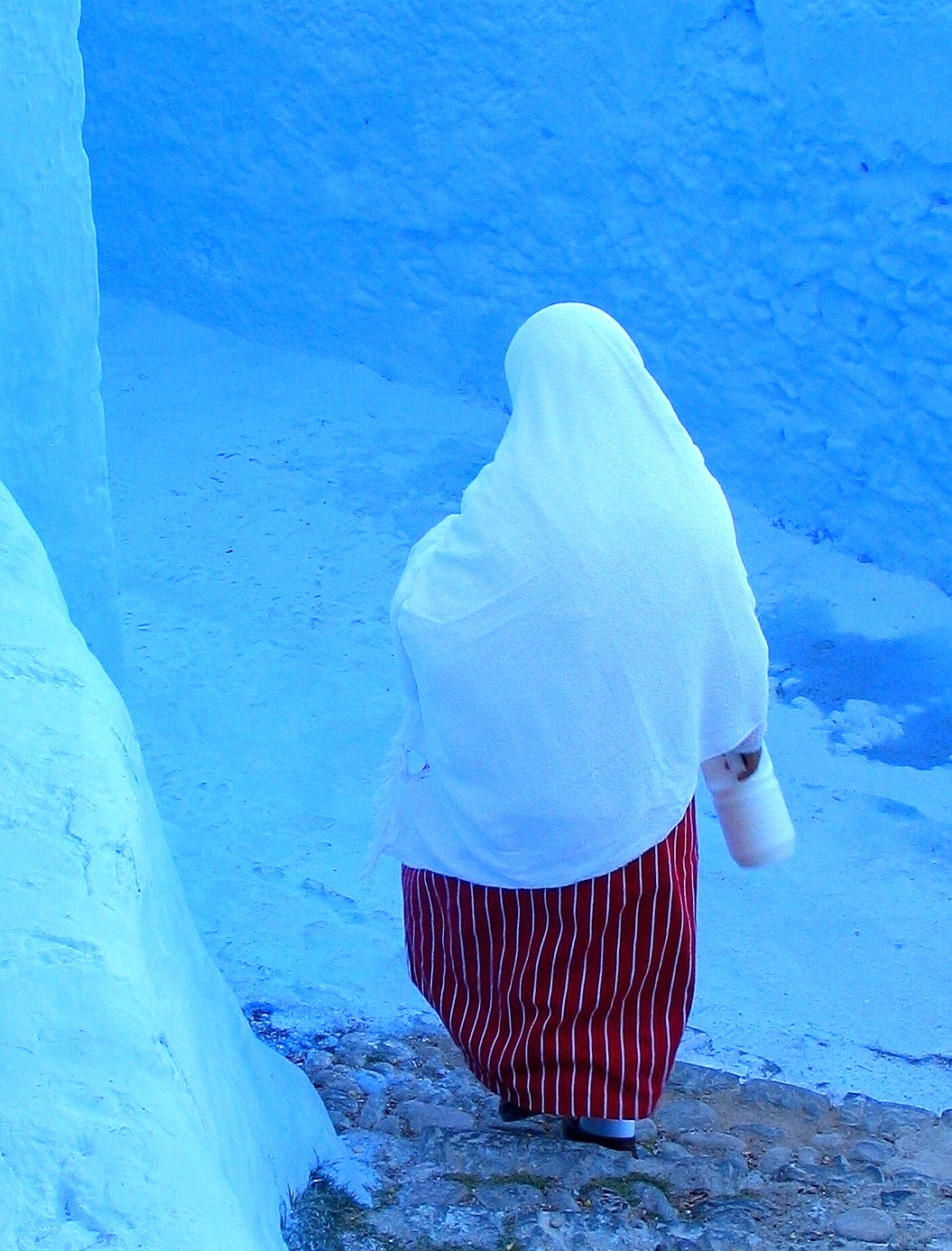
Femeie din Șafșauan